# Préchacq-Josbaig
 Préchacq-Josbaig  es una población y comuna francesa, en la región de Aquitania, departamento de Pirineos Atlánticos, en el distrito de Oloron-Sainte-Marie y cantón de Navarrenx.

## Demografía
| 487 | 456 | 474 | 455 | 441 | 492 | 487 | 487 | 506 | 482 | 446 | 473 | 449 | 459 | 440 | 441 | 457 | 427 | 423 | 439 | 417 | 354 | 356 | 326 | 302 | 288 | 305 | 309 | 275 | 269 | 249 | 243 | 255 | 267 |
| Para los censos de 1962 a 1999 la población legal corresponde a la población sin duplicidades (Fuente: INSEE [Consultar]) |     |     |     |     |     |     |     |     |     |     |     |     |     |     |     |     |     |     |     |     |     |     |     |     |     |     |     |     |     |     |     |     |     |

## Economía
La principal actividad es la agrícola (ganadería,pastos, policultivos)